# Kaarina (Vorname)
Kaarina ist ein weiblicher Vorname.

## Herkunft und Varianten
Der Name ist die finnische Form von Katharina.
Eine weitere finnische Variante ist Karin.

## Bekannte Namensträgerinnen
- Kaarina Goldberg (* 1956), finnische Schriftstellerin und Journalistin